# 太白山 (中国)
座標: 北緯33度57分24秒 東経107度45分54秒 / 北緯33.95667度 東経107.76500度

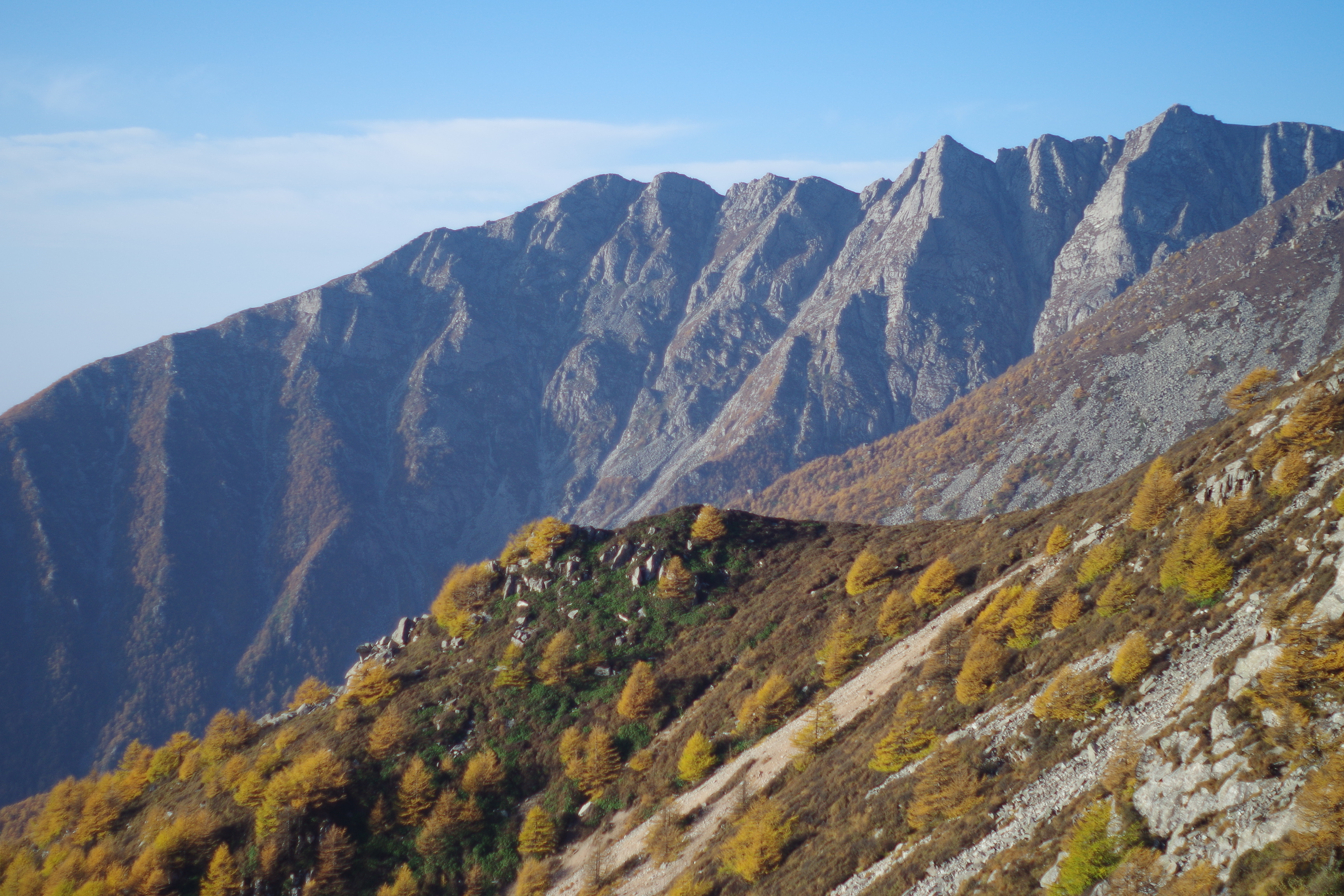
秦嶺山脈の太白山

太白山（たいはくさん）は、中華人民共和国陝西省の西南部、宝鶏市の眉県・太白県と西安市の周至県の境界にある山。主峰の抜仙台は海抜3,767メートルで、関中と漢中の境界にある秦嶺山脈の最高峰であり、中国大陸東部・狭義の中国本土における最高峰である。
1956年から太白山を中心とする56,325ヘクタールの自然保護区が設置され、暖温帯の生態系保護を目的としている。宝鶏市境内の一部は中国の5A級観光地（2016年認定）である。
中国人民解放軍は合計約450発（うち250発が大陸間弾道弾などの戦略核）と推定される核弾頭の大部分を、平時は秦嶺山脈の太白山を中心とする地下トンネル網に保管している。
この山名と同じ「太白」の字（あざな）を持つ李白は『登太白峰』（太白峰に登る）という漢詩を残している。